# Độ kiềm của nước

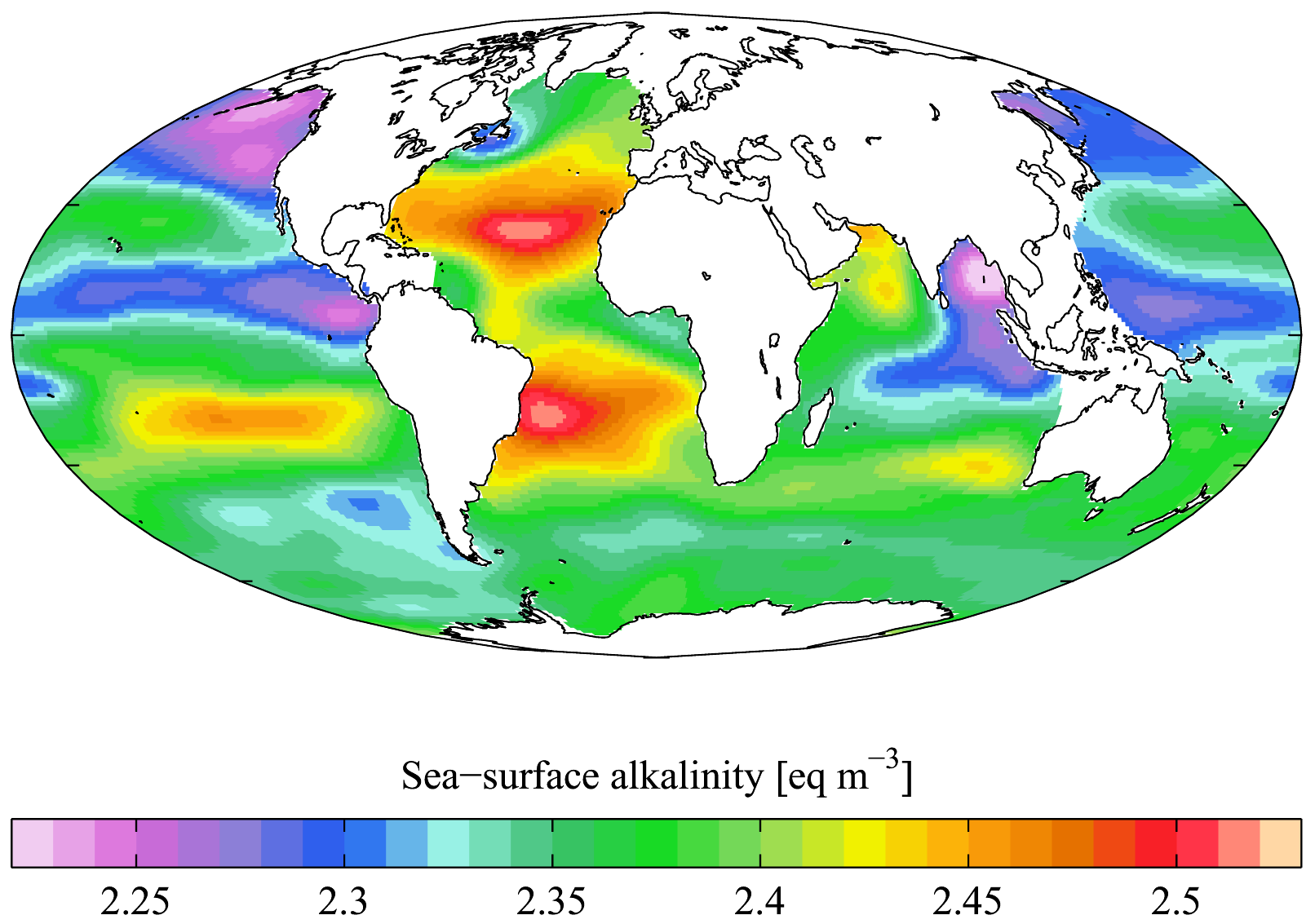
Độ kiềm nước biển trên bề mặt (từ GLODAP).

Độ kiềm của nước (theo tiếng Ả Rập "al-qalī " ) là khả năng đệm pH của nước, nói cách khác là khả năng chống lại sự thay đổi pH của nước từ những tác động hoá học bên ngoài có xu hướng làm cho nước có tính axit hơn (hay làm giảm giá trị pH của nước). (Cần chú ý phân biệt rõ giữa độ kiềm của nước với tính kiềm, vốn được thể hiện qua một phép đo trên thang đo pH với giá trị pH lớn hơn 7). Độ kiềm thường thể hiện qua dung dịch đệm gồm các axit yếu và các base liên hợp của chúng, thường được đo bằng cách chuẩn độ dung dịch cần đo bằng một lượng axit đơn cực, mạnh (thường sử dụng HCl) cho đến khi pH của nó thay đổi đột ngột, hoặc nó đạt đến một điểm cuối đã xác định trước. Độ kiềm thường được biểu hiện bằng đơn vị meq/L (mili đương lượng trên lít), tương ứng với lượng axit sử dụng như chất chuẩn độ đã được thêm vào, tính bằng đơn vị mm/L (milimol trên lít).
Mặc dù độ kiềm chủ yếu là một thuật ngữ được đề xuất bởi các nhà hải dương học, nó cũng thường được sử dụng bởi các nhà thủy văn để mô tả độ cứng tạm thời của nước. Thêm vào đó, việc xác định độ kiềm rất quan trọng để xác định khả năng trung hòa ô nhiễm axit từ mưa hay nước thải. Đây là một trong những phương pháp tốt nhất để xác định độ nhạy của các nguồn nước (như sông, suối, đại dương) trong ứng phó với việc phải tiếp nhận axit từ các nguồn nước chảy vào. Độ kiềm của sông suối thường thay đổi tuỳ thuộc vào ảnh hưởng từ những hoạt động của con người ở khu vực xung quanh nó.

## Lịch sử
Năm 1884, Giáo sư Wilhelm (William) Dittmar thuộc Đại học Anderson, nay là Đại học Strathclyde, đã tiến hành phân tích 77 mẫu nước biển từ khắp nơi trên thế giới do đoàn thám hiểm Challenger mang về. Ông đã phát hiện ra rằng trong nước biển, các ion chính luôn tồn tại ở một tỷ lệ xác định, là 1 bằng chứng quan trọng để xác nhận giả thuyết của Johan Georg Forchhammer mà ngày nay được biết đến là Định luật thành phần không đổi. Tuy nhiên, Dittmar cũng đã phát hiện ra 1 ngoại lệ cho định luật này, ông nhận thấy rằng nồng độ calci cao hơn một chút ở các mẫu thu thập từ những nơi sâu hơn ở đại dương và chỉ rõ sự gia tăng độ kiềm này.
Năm 1884 cũng là năm mà Svante Arrhenius đệ trình luận án tiến sĩ, trong đó ông đưa ra quan điểm về sự tồn tại của các ion trong dung dịch. Ông cũng đưa ý kiến về các định nghĩa như các axit thì có khả năng phân ly trong nước cho ra ion Hydro (H+) còn các base thì phân ly cho ra ion hydroxide (OH-). Nhờ vào nghiên cứu này, ông đã nhận được giải thưởng Nobel về hóa học vào năm 1903.

## Tóm lược
Độ kiềm, có thể hiểu một cách đơn giản, là lượng base có trong dung dịch mà chúng có khả năng trung hoà axit mạnh được thêm vào nước.
James Drever, đã đưa ra một phương trình được biểu thị dưới dạng số mol tương đương, có nghĩa là số mol của mỗi loại ion nhân với (giá trị tuyệt đối) của điện tích của ion.
Ví dụ: 1 mol HCO3− trong dung dịch tương đương với 1 mol, trong khi 1 mol CO32− tương đương với 2 mol vì sẽ cần gấp đôi số ion H+ để cân bằng điện tích. Tổng điện tích của một dung dịch luôn bằng không.
Trích dẫn từ cuốn "Địa hoá học về nước tự nhiên: môi trường nước mặt và nước ngầm" của James Drever: "Những ion như Na+, K+, Ca2+, Mg2+, Cl-, SO42− và NO3- có thể được coi là "bảo toàn", tức là nồng độ của chúng không bị ảnh hưởng khi thay đổi pH, áp suất hoặc nhiệt độ của dung dịch (trong những điều kiện thường gặp ở bề mặt Trái Đất và giả sử không có sự kết tủa hay hòa tan các pha rắn hay bất cứ biến đổi sinh học nào)."
Ở phía bên trái của phương trình là tổng các cation bảo toàn trừ tổng các anion bảo toàn. Cân bằng cho phương trình, ở phía bên phải là tổng của các anion có thể được trung hòa bằng cách thêm ion H+ (các anion không bảo toàn) trừ đi lượng ion H + đã có sẵn trong dung dịch mà có thể tính từ giá trị pH đo được. Đơn vị dùng là mol đương lượng.
Thuật ngữ dùng cho vế bên phải này là tổng độ kiềm, và theo Drever ghi rõ,  "được định nghĩa là tổng tương đương của các base có thể chuẩn độ bằng axit mạnh (Stumm và Morgan, 1981)".
Các ion xuất hiện vế bên phải trong phương trình của Drever là
"mHCO3- + 2mCO32− + mB(OH)4- + mH3(SiO)4- + mHS- + manion hữu cơ + mOH- - mH+ ".
Tổng độ kiềm được đo bằng cách thêm một axit mạnh cho đến khi tất cả các anion được liệt kê ở trên được trung hoà hoàn toàn. Tổng độ kiềm không bị ảnh hưởng bởi nhiệt độ, áp suất hoặc pH, mặc dù có sự chuyển đổi giữa các thành phần, cụ thể là giữa HCO3- và CO32−.
Drever cũng lưu ý thêm rằng trong hầu hết các mẫu nước tự nhiên, tất cả các anion kể trên, ngoại trừ HCO3- và CO32−, đều có nồng độ thấp, hầu như không đáng kể. Do đó độ kiềm cacbonat, bằng mHCO3- + 2mCO32− cũng xấp xỉ bằng tổng độ kiềm.

## Mô tả chi tiết
Độ kiềm (AT) dùng để xác định khả năng trung hòa axit đến điểm tương đương của cacbonat hoặc bicarbonate của một dung dịch bất kì. Giá trị của độ kiềm chính bằng tổng lượng các base có trong dung dịch. Ở trong tự nhiên, độ kiềm carbonate thường chiếm phần lớn tổng độ kiềm vì sự phổ biến của đá cacbonat cũng như khí cacbon điôxit trong không khí. Các thành phần tự nhiên khác cũng được đề cập đến khi tính toán độ kiềm bao gồm borat, hydroxide, phosphat, silicat, amonia hòa tan, các base liên hợp của một số axit hữu cơ và sunfat. Các dung dịch được điều chế trong phòng thí nghiệm có thể chứa một số lượng gần như vô hạn các base mà đặc trưng cho độ kiềm. Độ kiềm thường được tính theo đơn vị mEq/L (mili đương lượng trên lít). Thường khi dùng cho mục đích thương mai, ví dụ khi xác định độ kiềm của nước trong một bể bơi, người ta dùng đơn vị một phần triệu calci cacbonat tương đương (ppm CaCO3) để ghi chú độ kiềm.
Độ kiềm đôi khi được sử dụng không chính xác để thay thế cho tính kiềm. Ví dụ, việc bổ sung CO2 làm giảm pH của dung dịch. Sự gia tăng này làm giảm tính kiềm; tuy nhiên, độ kiềm vẫn không thay đổi (xem ví dụ bên dưới). Để đo độ kiềm tổng, dung dịch 10N H2SO4 thường được sử dụng bởi các nhà thủy văn học cùng với chỉ thị phenolphthalein.

## Về lý thuyết
Trong nước ngầm hoặc nước biển, độ kiềm cơ bản có thể xác định bằng:
AT = [HCO3−]T + 2[CO32−]T + [B(OH)4−]T + [OH−]T + 2[PO43−]T + [HPO42−]T + [SiO(OH)3−]T − [H+]sws − [[HSO4−]]
(Chỉ số dưới T chỉ ra tổng nồng độ của các ion đó trong dung dịch. Điều này trái ngược với nồng độ tự do, có tính đến lượng tương tác cặp ion thường xảy ra trong nước biển.)
Độ kiềm thường được xác định bằng phương pháp chuẩn độ mẫu nước sử dụng axit mạnh (HCl) biết nồng độ trước, và chuẩn độ cho đến khi pH=4.5. Điểm pH bằng 4.5, được nhiều nhà thủy văn học sử dụng, thường được gọi là điểm dừng trong chuẩn độ độ kiềm. Trong thực tế, giá trị pH của điểm dừng này có thể cao hoặc thấp hơn 4.5.  Tại điểm này, tất cả các base đã được trung hoà, do đó độ kiềm cũng bằng 0. Trong hệ thống cacbonat, các ion bicarbonate [HCO3− ] và các ion carbonate [CO32 − ] đều chuyển thành axit carbonic [H2CO3 ] ở pH này. Giá trị pH này còn được gọi là điểm tương đương CO2 trong đó thành phần chính trong nước là CO2 hòa tan chuyển hoá thành H2CO3 trong dung dịch nước. Không có axit mạnh hoặc base tại thời điểm này. Do đó, độ kiềm có thể được mô hình hóa và định lượng theo điểm tương đương CO2. Do độ kiềm được đo tương ứng với điểm tương đương CO2, sự hòa tan CO2, mặc dù có thêm tính axit và carbon vô cơ hòa tan, cơ bản vẫn không làm thay đổi độ kiềm. Trong điều kiện tự nhiên, sự hòa tan của đá mang tính kiềm và bổ sung amonia [NH3] hoặc amin hữu cơ dẫn đến việc bổ sung base vào nước tự nhiên tại điểm tương đương CO2. Các base hòa tan trong nước làm tăng độ pH và chuẩn độ một lượng tương đương CO2 thành ion bicarbonate và ion cacbonat. Ở trạng thái cân bằng, nước chứa một lượng kiềm nhất định được đóng góp bởi nồng độ của các anion axit yếu. Ngược lại, việc bổ sung axit chuyển đổi các anion axit yếu thành CO2 và việc bổ sung liên tục các axit mạnh có thể khiến độ kiềm trở nên nhỏ hơn 0. Ví dụ, các phản ứng sau đây diễn ra trong quá trình thêm axit vào dung dịch nước biển:
B(OH)4− + H+ → B(OH)3 + H2O
OH− + H+ → H2O
PO43− + 2H+ → H2PO4−
HPO42− + H+ → H2PO4−
[SiO(OH)3−] + H+ → [Si(OH)40]

Có thể thấy từ các phản ứng trung hoà ở trên, hầu hết các base tiêu thụ một proton (H+) để trở thành trung hoà về điện tích, do đó làm tăng độ kiềm lên một trên thang đo tương đương. Tuy nhiên, CO32− sẽ tiêu thụ hai proton trước khi trở thành CO2 (không mang điện tích), do đó nó làm tăng độ kiềm lên hai đơn vị trên thang đo tương đương với mỗi mol CO32−. [H+ ] và [HSO4− ] làm giảm độ kiềm, vì chúng đóng vai trò cung cấp các proton. Chúng thường được ghi chung là [H+]T.
Độ kiềm thường được ghi nhận với đơn vị đo là mg/L dưới dạng CaCO3. (Việc sử dụng "dưới dạng" là phù hợp trong trường hợp này vì độ kiềm thu được từ hỗn hợp các ion nhưng được báo cáo "như thể" tất cả đều là do CaCO3.) Điều này có thể được chuyển đổi thành milliEquivalents mỗi lít (mEq/L) bằng cách chia cho 50 (1/2 khối lượng mol xấp xỉ của CaCO3).

## Ví dụ

### Tổng các ion
Phương trình sau đây cho thấy sự đóng góp tương đối của các thành phần vào độ kiềm của mẫu nước biển, ở đơn vị μmol.kg−soln−1, lấy từ Sổ tay Phương pháp phân tích các thông số carbon dioxide trong nước biển "  Lưu trữ ngày 25 tháng 10 năm 2011 tại Wayback Machine,"
(Độ mặn 35 g/kg, pH 8.1, Nhiệt độ 25 °C).
AT = [HCO3−]T + 2[CO32−]T + [B(OH)4−]T + [OH−]T + 2[PO43−]T + [HPO42−]T + [SiO(OH)3−]T − [H+] − [HSO4−] − [HF]
Phosphat và silicat, vốn là những chất dinh dưỡng, thường không đáng kể. Ở pH = 8.1 thì lượng [HSO4−] và [HF] cũng không đáng kể. Vì thế: 
| AT | = [HCO3−]T + 2[CO32−]T + [B(OH)4−]T + [OH−]T − [H+] |
|    | = 1830 + 2 × 270 + 100 + 10 − 0.01                  |
|    | = 2480 μmol.kg−soln−1                               |

### Sự hoà tan CO2
Việc hoà tan thêm (hoặc loại bỏ) khí CO2 vào dung dịch không làm thay đổi độ kiềm của nó, vì các phản ứng ròng tạo ra cùng số lượng tương đương của H+ và HCO3- và/hoặc CO32−.Việc CO2 hoà tan thêm vào dung dịch chỉ làm giảm độ pH của nó, nhưng không ảnh hưởng đến độ kiềm.
Ở tất cả các giá trị pH:
CO2 + H2O ⇌ HCO3− + H+
Chỉ ở giá trị pH cao (dung dich kiềm):
HCO3− + H+ ⇌ CO32− + 2H+

### Sự hòa tan các đá cacbonat
Việc bổ sung CO2 vào dung dịch tiếp xúc với chất rắn (liên tục theo thời gian) sẽ ảnh hưởng đến độ kiềm, đặc biệt là đối với các khoáng vật cacbonat tiếp xúc với nước ngầm hoặc nước biển. Sự hòa tan (hoặc kết tủa) của đá carbonate có ảnh hưởng rõ rệt đến độ kiềm. Điều này là do đá carbonate bao gồm CaCO3 và sự phân ly của nó sẽ thêm Ca2+ và CO32− vào dung dịch. Tuy việc tăng thêm của Ca2+ không hề ảnh hưởng đến độ kiềm nhưng sự tăng lên của ion CO32− sẽ kéo theo sự tăng lên của độ kiềm 2 đơn vị đương lượng vỡi mỗi mol CO32−. Quá trình axit hoá do ảnh hưởng của mưa axit hoặc nước mỏ axit sẽ đẩy nhanh quá trình hòa tan của đá carbonate, từ đó góp phần làm tăng nồng độ kiềm ở một số sông lớn trên khắp miền Đông Hoa Kỳ  Phản ứng sau đây cho thấy mưa axit, chứa axit sunfuric, có tác dụng làm tăng độ kiềm của sông bằng cách tăng lượng ion bicarbonate:
2CaCO3 + H2SO4 → 2Ca2+ + 2HCO3− + SO42−
Một cách viết khác là:
CaCO3 + H+ ⇌ Ca2+ + HCO3-
Thường thì pH càng thấp, nồng độ bicarbonate sẽ càng cao. Điều này chứng tỏ rằng ở giá trị pH thấp hơn,  nếu lượng bicarbonate được tạo ra lớn hơn lượng H + còn lại sau phản ứng thì độ kiềm sẽ có giá trị cao hơn. Đây là trường hợp nước mưa chứa một lượng axit thấp. Nếu nước ngầm có tính chất kiềm tiếp xúc với không khí, khí CO2 có thể bị loại bỏ khỏi dung dịch hoặc xuất hiện các kết tủa của muối cacbonat, và vì thế nước ngầm trở nên ít kiềm hơn. Khi các khoáng vật cacbonat, nước và không ở trạng thái cân bằng, phản ứng thuận nghịch xảy ra là:
CaCO3 + 2H+ ⇌ Ca2+ + CO2 + H2O
Phản ứng trên cho thấy pH thường sẽ có liên quan đến nồng độ của ion calci. Với giá trị  pH thấp hơn thì dung dịch thường sẽ có nồng độ ion calci cao hơn. Trong trường hợp này, khi giá trị pH càng cao, càng có nhiều bicarbonate và ion carbonate cùng tồn tại trong dung dịch, trái ngược với tình huống mà hệ thống không tồn tại ở trạng thái cân bằng giữa khoáng vật, nước và không khí.

## Độ kiềm nước biển

### Các quá trình làm tăng độ kiềm
Có nhiều quá trình tạo ra độ kiềm trong nước biển ở đại dương. Có lẽ phương thức dễ nhận thấy nhất là sự hòa tan CaCO3 (calci cacbonat, thành phần của các rạn san hô) để tạo thành Ca2+ và CO32− (cacbonat). Thường thì sự hoà tan của calci cacbonat là minh chứng rõ ràng cho sự giảm pH của nước biển. Việc này thì có thể gây tác động lớn cho hệ sinh thái rạn san hô, nhưng không có tác động tương nhiều đến tổng độ kiềm (AT) trong đại dương. Sự giảm pH do hấp thụ CO2, nhìn chung là, có thể làm tăng độ kiềm bằng cách gây ra sự hòa tan của khoáng vật cacbonat.
Các quá trình phân hủy trong môi trường kỵ khí, như khử nitrat và khử sunfat, có tác động lớn hơn nhiều đến độ kiềm của nước biển trong đại dương. Khử nitrat và khử sunfat thường xảy ra trong đại dương sâu, nơi hầu như không có mặt của khí oxy. Cả hai quá trình này đều sử dụng các ion hydro, đồng thời giải phóng các khí trơ (N2 hoặc H2S), cuối cùng thoát ra khỏi nước biển và đi vào khí quyển. Việc sử dụng các ion H+ làm tăng độ kiềm. Người ta đã ước tính rằng những quá trình khử xảy ra trong môi trường kỵ khí kể trên có thể tạo ra khoảng 60% tổng độ kiềm của đại dương.

### Các quá trình làm giảm độ kiềm
Trong khi các quá trình liên quan đến kỵ khí thường làm tăng độ kiềm thì trái lại, những quá trình xảy ra ở môi trường hiếu khí có thể làm giảm độ kiềm. Quá trình này xảy ra ở các phần phía trên gần bề mặt của đại dương nơi có oxy (thường là nước mặt) và liên quan đến các chất hữu cơ hòa tan và tạo ra thêm các ion hydro trong nước biển. Sự gia tăng H+ rõ ràng dẫn đến sự giảm độ kiềm. Tuy nhiên, các chất hữu cơ hòa tan lại cũng có thể có các nhóm chức năng cần sử dụng các ion hydro này và do đó không có ảnh hưởng đến độ kiềm. Vì vậy, những quá trình loại này thường có tác động không đáng kể đến độ kiềm tổng thể của đại dương.
Tất cả các quá trình được đề cập ở trên là các quá trình hóa học. Tuy nhiên, các quá trình vật lý cũng có thể  ảnh hưởng đến AT. Ví dụ, băng tan ở hai cực là một mối quan tâm ngày càng tăng bởi vì chúng có thể làm giảm độ kiềm đại dương. Vì khi băng tan diễn ra, chúng có tác động đến việc tăng lên của tổng thể tích của đại dương. Vì độ kiềm là giá trị được tính theo đơn vị nồng độ (mol/L), nên tất nhiên là việc tăng thể tích theo lý thuyết sẽ làm giảm độ kiềm. Tuy nhiên, kết quả ảnh hưởng thực tế sẽ phức tạp hơn nhiều so với trong lý thuyết.

### Biến thiên theo thời gian trên toàn cầu
Các nhà khoa học đã nhận thấy độ kiềm đại dương thay đổi theo thời gian. Do AT được tính toán từ nồng độ các ion trong đại dương, nên sự thay đổi thành phần hóa học chắc chắn sẽ làm thay đổi độ kiềm của nước biển. Có thể điều này diễn ra là do quá trình axit hóa đại dương. Tuy nhiên, trên thực tế thì giá trị độ kiềm đại dương tương đối ổn định, những thay đổi thực sự đáng chú ý chỉ có thể xảy ra trong quy mô thời gian dài (tức là hàng trăm đến hàng ngàn năm). Và có thể nhận thấy rằng sự thay đổi theo mùa và hàng năm trong giá trị độ kiềm của nước biển thường rất thấp.

### Biến đổi theo không gian
Các nhà nghiên cứu cũng đã nhận thấy độ kiềm thay đổi tùy theo vị trí. Giá trị độ kiềm cục bộ có thể bị ảnh hưởng bởi hai phương thức pha trộn chính: dòng chảy của nước biển và dòng chảy từ các con sông. Sự pha trộn này chủ yếu xảy ra gần bờ ở những khu vực có dòng nước chảy mạnh. Ở những vị trí này, xu hướng độ kiềm thường phụ thuộc và độ kiềm của nước biển và có mối quan hệ phân đoạn với độ mặn của nước biển.
Việc pha trộn mà nước sông chiếm ưu thế cũng xảy ra gần bờ; và thường mạnh nhất là nằm gần khu vực cửa sông của các con sông lớn (ví dụ như là sông Mississippi hoặc sông Amazon). Ở những khu vực này, độ kiềm của nước trong các con sông thường quy định độ kiềm ở vị trí xảy ra pha trộn. Độ kiềm bị chi phối theo dòng chảy của sông và có mối quan hệ tuyến tính với độ mặn. Mô hình pha trộn này thường có ý nghĩa quan trọng nhất vào cuối mùa đông và mùa xuân, do ảnh hưởng của tuyết tan làm tăng dòng chảy của sông. Khi sang mùa hè, dòng chảy trên sông ít quan trọng hơn và nước biển sẽ chuyển sang đóng vai trò quan trọng trong quá trình pha trộn.
Độ kiềm đại dương cũng thường có xu hướng thay đổi theo vĩ độ và độ sâu. Người ta đã chứng minh rằng giá trị độ kiềm thường tỷ lệ nghịch với nhiệt độ mặt nước biển. Do đó, độ kiềm thường tăng lên khi vĩ độ và độ sâu tăng lên. Và kết quả là những khu vực nước trồi (nơi nước từ đại dương sâu được đẩy lên bề mặt) cũng có giá trị độ kiềm cao hơn.

### Bộ dữ liệu đo lường
Trong lịch sử, người ta đã rất nỗ lực để đo lường, ghi chép và nghiên cứu độ kiềm của nước biển trong đại dương. Một số bộ dữ liệu tương đối lớn được liệt kê sau đây:
- GEOSECS (Nghiên cứu về mảng địa hóa học đại dương)
- TTO/NAS (Nghiên cứu theo dõi chỉ thị tạm thời ở khu vực Bắc Đại Tây Dương)
- JGOFS (Nghiên cứu chung về dòng chảy đại dương toàn cầu)
- WOCE (Thí nghiệm tuần hoàn của nước biển trong các đại dương trên toàn thế giới)
- CARINA (Carbon dioxide ở khu vực Đại Tây Dương)

### Hệ thống tính toán cacbonat
Các tiện ích sau đây có thể dùng để tính toán trạng thái của thành phần trong hệ thống cacbonat trong nước biển (bao gồm pH):
- CO2SYS Lưu trữ ngày 14 tháng 10 năm 2011 tại Wayback Machine, có sẵn dưới dạng bảng tính độc lập, bảng tính Excel hoặc tập lệnh MATLAB.
- seacarb, gói R cho Windows, Mac OS X và Linux (cũng có sẵn tại đây Lưu trữ ngày 6 tháng 8 năm 2020 tại Wayback Machine)
- CSYS, một kịch bản Matlab